# Лунвож (приток Большой Мутной)
Лунвож (устар. Лун-Вож) — река в России, течет по территории городского округа Усинск и Ижемского района Республики Коми. Устье реки находится в 17 км по правому берегу реки Большая Мутная на высоте 31 м над уровнем моря. Длина реки составляет 66 км.

## Данные водного реестра
По данным государственного водного реестра России относится к Двинско-Печорскому бассейновому округу, водохозяйственный участок реки — Печора от впадения реки Уса до водомерного поста Усть-Цильма, речной подбассейн реки — бассейны притоков Печоры ниже впадения Усы. Речной бассейн реки — Печора.
Код объекта в государственном водном реестре — 03050300112103000074543.